# Teatro Orpheum
El Teatro Orpheum es un viejo cine en la localidad de Flagstaff, en Arizona, al sur de EE. UU., originalmente llamado el Teatro de la Ópera de Majestic. El edificio fue construido en 1911. Fue reconstruido y ampliado en 1917, y se le cambió el nombre a Orpheum. El teatro se cerró en 1999. Tres años más tarde, en 2002, se volvió a abrir como una sala de conciertos. Es propiedad de Chris Scully.